# 8 Nëntori bokförlag
8 Nëntori bokförlag, var ett bokförlag som grundades år 1973 i Tirana i Albanien och gav ut mestadels politiska och facklitterära publikationer. Namnet härrör från datumet då Albanska arbetets parti grundades. Bokförlaget har överförts till, och delats från, för olika typer av utgivningar till dess dåvarande form. I bokförlagets utgivning har det förekommit översättningar av filosofiska verk, mestadels marxistiska sådana, och det har varit under tillsyn av kommunistregimen.
En av dess första utgivna översättare var Sami Leka.